# Astrophytum
Genre
Classification phylogénétique
Astrophytum est un genre de la famille des cactus. Il comprend 6 espèces.
Il est originaire du centre et du nord-est du Mexique.
Astrophytum tire son nom du grec aster qui signifie "étoile" et de phyton qui signifie plante. "Astrophytum" désigne donc une "plante étoile".
Ce sont des plantes généralement solitaires, portant de 5 à 8 côtes et dont l'épiderme est marqué de petits flocons blancs. De plus, certains sont dépourvus d'épines, comme Astrophytum asterias et Astrophytum myriostigma. 
La floraison intervient durant l'été, de grandes fleurs de couleur claire apparaissant sur le dessus de la plante. 
Les Astrophytum ne se multiplient que par semis (jamais de rejets et bouturages très rares)
Comme ils présentent une peau lisse, les Astrophytum sont souvent attaqués par les cochenilles

## Taxonomie

### Espèces
- Astrophytum asterias (Zucc.) Lem.
- Astrophytum capricorne (A.Dietr.) Britton & Rose
- Astrophytum caput-medusae D.R.Hunt
- Astrophytum coahuilense (Møller) K.Kayser
- Astrophytum myriostigma Lem.
- Astrophytum ornatum (DC.) Britton & Rose

En outre, l'existence d'hybrides interspécifiques est envisageable.

### Synonymes
Le genre a plusieurs synonymes: 
- Astrophyton  le bas . (orth. var.)
- Maierocactus  ECRost